# HD 183263 b
HD 183263 b는 지구에서 보았을 때 어머니 항성 HD 183263으로부터 각거리 28.8 밀리초각만큼 떨어져 있는 외계 행성이다. 항성과 지구 사이 거리를 고려하면 이 간격은 실제로 1.52 천문단위에 해당한다(이는 화성 궤도 반지름과 비슷하다). 최소 질량은 목성의 3.69배, 1회 공전 주기는 1.7364년이다. 2005년 1월 25일 미국 하와이주 켁 천문대 망원경을 이용, 도플러 효과를 응용하여 발견했다. 켁 천문대에서는 수 년 전부터 5개의 지구 근처 주계열성과 준거성들을 연구해 왔다. 구체적으로 연구 대상이 된 항성들은 HD 183263, HD 117207, HD 188015, HD 45350, HD 99492이다. 이들 다섯 별들은 케플러 운동 관점에서 행성을 거느리고 있다고 믿기에 충분한, 의미 있는 시선 속도 변화량을 보여준다. 이 연구 결과는 제프리 마시 연구진이 집필했다. 5개 별들 중 4개 별들에 대해 페어본 천문대 자동 망원경을 이용, 측광학적 관측을 실시했다.

## 같이 보기
- HD 183263 c

## 참고 문헌
- (영어) Marcy 연구진 (2005). “Five New Extrasolar Planets”. 《The Astrophysical Journal》 619 (1): 570–584. doi:10.1086/426384. 2012년 2월 16일에 원본 문서에서 보존된 문서. 2009년 6월 21일에 확인함.
- (영어) Wright 연구진 (2007). “Four New Exoplanets and Hints of Additional Substellar Companions to Exoplanet Host Stars”. 《The Astrophysical Journal》 657 (1): 533–545. doi:10.1086/510553. 2015년 11월 6일에 원본 문서에서 보존된 문서. 2009년 6월 21일에 확인함.